# Josep Ball i Armengol
Josep Ball i Armengol (Agramunt, Urgell, 11 d'agost de 1920-2003) fou un polític i enginyer català.

## Biografia
Estudia a l'Escola Pia de Barcelona i es llicencia com a enginyer tècnic agrícola a l'Escola Superior d'Agricultura de la Barcelona en 1950, on s'especialitzà en explotacions agropecuàries. Fou secretari (1968) i després president (1972-1976) del Col·legi d'Enginyers Tècnics i Perits Agrícoles de Lleida, membre del Patronat Politècnic de l'Escola d'Agricultura i vocal del Patronat Universitari de Lleida. Fou tècnic en valoracions d'ENHER i vocal de DEPANA (Defensa del Patrimoni Natural).
Des del punt de vista polític i cultural, fou membre de la Societat Catalana de Prehistòria i Arqueologia, d'Òmnium Cultural i de l'Assemblea Intercomarcal d'Estudis de Catalunya. Va promocionar l'Escola Garba-Espiga de Lleida. Ha publicat diversos treballs sobre la zona arqueològica d'Agramunt. A les eleccions generals espanyoles de 1977 fou escollit senador per la província de Lleida per l'Entesa dels Catalans. Posteriorment, com a membre del PSC-PSOE repetí com a senador a les eleccions generals espanyoles de 1979 i 1982, on va participar en les comissions de caràcter agrari o per a les inundacions al País Valencià. Deixà el càrrec el 1986.

## Obres
- Túmulos funerarios de la comarca de Agramunt (1968)